# Eucharassus dispar
Eucharassus dispar là một loài bọ cánh cứng trong họ Cerambycidae.